# Hydropsyche
Hydropsyche is een geslacht van schietmotten uit de familie Hydropsychidae. De wetenschappelijke naam van het geslacht is voor het eerst geldig gepubliceerd in 1834 door François Jules Pictet.
De larven van Hydropsyche, en van de Hydropsychidae in het algemeen, leven in stromend zoetwater; ze beschermen zich door een koker te bouwen met kleine steentjes en plantaardig materiaal, en spinnen een net voor de ingang de koker, waarin ze hun voedsel opvangen. Ze zijn omnivoor, en voeden zich met algen, detritus en dierlijk voedsel.
De vrouwtjes hechten hun eitjes aan een vast substraat (meestal een steen) onder water. Hydropsyche angustipennis-vrouwtjes blijken in het water te duiken, en naar de onderkant van een steen te zwemmen om daar hun eitjes te leggen.
Hydropsyche komt wereldwijd voor, behalve in Zuid-Amerika en Antarctica. In Vlaanderen zijn de volgende soorten waargenomen:

## Soorten
Deze lijst van 485 stuks is mogelijk niet compleet.
- H. abella DG Denning, 1952
- H. abyssinica DE Kimmins, 1963
- H. acinoxas H Malicky, 1981
- H. acuta AV Martynov, 1909
- H. adrastos H Malicky & P Chantaramongkol, 1996
- H. adspersa L Navas, 1932
- H. adunotensis W Mey, 2002
- H. aenigma Schefter, Wiggins & Unzicker, 1986
- H. aerata HH Ross, 1938
- H. afghanistanica F Schmid, 1963
- H. aiakos H Malicky, 1997
- H. akseki F Sipahiler, 2004
- H. alabama PK Lago & SC Harris, 1991
- H. alaca H Malicky, 1974
- H. alanya F Sipahiler, 1987
- H. alarensis F Sipahiler, 2004
- H. albicephala K Tanida, 1986
- H. alhedra HH Ross, 1939
- H. alternans (Walker, 1852)
- H. alvata DG Denning, 1949
- H. alluaudina (L Navas, 1931)
- H. ambigua F Schmid, 1973
- H. amblis HH Ross, 1938
- H. ambonensis W Mey, 1998
- H. anachoreta W Mey & R Jung, 1986
- H. ancestralis (HH Ross & JD Unzicker, 1977)
- H. ancorapunctata K Tanida, 1986
- H. andersoni DG Denning, 1983
- H. angkangensis H Malicky & P Chantaramongkol, 2000
- H. angulata (L Navas, 1934)
- H. angustipennis (J. Curtis, 1834)
- H. annulata (Ulmer, 1905)
- H. aphrodite H Malicky & P Chantaramongkol, 2000
- H. appendicularis AV Martynov, 1931
- H. arcturus H Malicky & P Chantaramongkol, 2000
- H. ardens R McLachlan, 1875
- H. ares H Malicky & P Chantaramongkol, 2000
- H. argos H Malicky & P Chantaramongkol, 2000
- H. arinale HH Ross, 1938
- H. arion H Malicky & P Chantaramongkol, 2000
- H. arkas H Malicky & P Chantaramongkol, 2000
- H. asiatica Ulmer, 1905
- H. askalaphos H Malicky & P Chantaramongkol, 2000
- H. askanios H Malicky & P Chantaramongkol, 2000
- H. asklepios H Malicky & P Chantaramongkol, 2000
- H. asopos H Malicky & P Chantaramongkol, 2000
- H. assarakos H Malicky & P Chantaramongkol, 2000
- H. astraios H Malicky & P Chantaramongkol, 2000
- H. astyanax H Malicky & P Chantaramongkol, 2000
- H. athamas H Malicky & P Chantaramongkol, 2000
- H. athene H Malicky & P Chantaramongkol, 2000
- H. atlas H Malicky & P Chantaramongkol, 2000
- H. atreus H Malicky & P Chantaramongkol, 2000
- H. atropos H Malicky & P Chantaramongkol, 2000
- H. attis H Malicky & P Chantaramongkol, 2000
- H. augeias H Malicky & P Chantaramongkol, 2000
- H. auricolor Ulmer, 1905
- H. auricoma EJ Hare, 1910
- H. autolykos H Malicky & P Chantaramongkol, 2000
- H. bacanensis W Mey, 1998
- H. bacchus H Malicky & P Chantaramongkol, 2000
- H. baimaii H Malicky & P Chantaramongkol, 2000
- H. banksi DE Kimmins, 1955
- H. bassi Flint, Voshell & Parker, 1979
- H. batavorum L Botosaneanu, 1979
- H. battillosa W Mey, 2002
- H. battos H Malicky & P Chantaramongkol, 2000
- H. baubo H Malicky & P Chantaramongkol, 2000
- H. belos H Malicky & P Chantaramongkol, 2000
- H. betteni HH Ross, 1938
- H. bias H Malicky & P Chantaramongkol, 2000
- H. bidens HH Ross, 1938
- H. bidentata DG Denning, 1948
- H. bifurcata W Mey, 1990
- H. binaria W Mey, 1996
- H. bitlis H Malicky, 1986
- H. biton H Malicky & P Chantaramongkol, 2000
- H. bonadea H Malicky & P Chantaramongkol, 2000
- H. bonuseventus H Malicky & P Chantaramongkol, 2000
- H. bootes H Malicky & P Chantaramongkol, 2000
- H. boreas H Malicky & P Chantaramongkol, 2000
- H. botosaneanui M Marinkovic-Gospodnetic, 1966
- H. breviculata M Kobayashi, 1987
- H. brevis Mosely, 1930
- H. briareus H Malicky & P Chantaramongkol, 2000
- H. briseus H Malicky & P Chantaramongkol, 2000
- H. bronta HH Ross, 1938
- H. brontes H Malicky & P Chantaramongkol, 2000
- H. broteas H Malicky & P Chantaramongkol, 2000
- H. brueckmanni W Mey, 1995
- H. brunneipennis OS Flint & WL Butler, 1983
- H. bryanti Banks, 1939
- H. buenafei W Mey, 1998
- H. buergersi Ulmer, 1915
- H. bujnurdica L Botosaneanu, 1998
- H. bulbifera R McLachlan, 1878
- H. bulgaromanorum H Malicky, 1977
- H. busiris H Malicky & P Chantaramongkol, 2000
- H. butes H Malicky & P Chantaramongkol, 2000
- H. buyssoni Ulmer, 1907
- H. bwambana Mosely, 1939
- H. cacus H Malicky & P Chantaramongkol, 2000
- H. calawiti W Mey, 1995
- H. californica Banks, 1899
- H. camillus H Malicky & P Chantaramongkol, 2000
- H. carina (F Gui & L Yang, 1999)
- H. carolae J Olah & KA Johanson, 2008
- H. carolina Banks, 1938
- H. catawba HH Ross, 1939
- H. cebuensis W Mey, 1998
- H. celebensis Ulmer, 1951
- H. centra HH Ross, 1938
- H. cerva Y Li et L Tian, 1990
- H. cetibeli H Malicky & F Sipahiler, 1993
- H. cipus H Malicky & P Chantaramongkol, 2000
- H. cirali F Sipahiler, 2004
- H. claviformis W Mey, 1996
- H. clavulata L Yang & W Yang, 2005
- H. clitumnus H Malicky & P Chantaramongkol, 2000
- H. closi Navas, 1927
- H. cockerelli Banks, 1905
- H. columnata AV Martynov, 1931
- H. complicata Banks, 1939
- H. compressa (Y Li & L Tian, 1990)
- H. confusa (Walker, 1852)
- H. consanguinea R McLachlan, 1884
- H. contubernalis R McLachlan, 1865
- H. cora DG Denning, 1973
- H. cornuta AV Martynov, 1909
- H. cuanis HH Ross, 1938
- H. curvativa (Y Li & L Tian, 1990)
- H. cyrnotica L Botosaneanu & J Giudicelli, 1981
- H. charon H Malicky & P Chantaramongkol, 2000
- H. cheilonis HH Ross, 1938
- H. chengdu J Olah & KA Johanson, 2008
- H. chiron H Malicky & P Chantaramongkol, 2000
- H. dampfi (HH Ross & JD Unzicker, 1977)
- H. davisi W Mey, 1998
- H. debirasi H Malicky, 1974
- H. decalda HH Ross, 1947
- H. declinans W Mey, 1990
- H. decora L Navas, 1932
- H. delrio HH Ross, 1941
- H. demavenda H Malicky, 1977
- H. demora HH Ross, 1941
- H. depravata HA Hagen, 1861
- H. dhusaravarna F Schmid, 1975
- H. dicantha HH Ross, 1938
- H. dido H Malicky & P Chantaramongkol, 2000
- H. didyma W Mey, 1999
- H. difficultata M Kobayashi, 1984
- H. dike H Malicky & P Chantaramongkol, 2000
- H. diktynna H Malicky & P Chantaramongkol, 2000
- H. diktys H Malicky & P Chantaramongkol, 2000
- H. dilatata K Tanida, 1986
- H. dinarica M Marinkovic-Gospodnetic, 1979
- H. discreta B Tjeder, 1952
- H. dispater H Malicky & W Mey, 2000
- H. ditalon (L Tian & Y Li, 1988)
- H. djabai F Schmid, 1959
- H. doctersi Ulmer, 1951
- H. doehleri W Tobias, 1972
- H. dolichenus H Malicky & P Chantaramongkol, 2000
- H. dolon H Malicky & W Mey, 2000
- H. dolosa Banks, 1939
- H. dorata DG Denning, 1983
- H. effusa W Mey, 1996
- H. ekaropa Olah & Schefter, 2008
- H. eliphas H Malicky & P Chantaramongkol, 2009
- H. elissoma HH Ross, 1947
- H. elmali F Sipahiler, 2004
- H. emarginata L Navas, 1923
- H. erythrophthalma R McLachlan, 1875
- H. esfahanica W Mey, 2004
- H. etnieri (GA Schuster & A Talak, 1977)
- H. excavata (DE Kimmins, 1962)
- H. excelsa W Mey, 1990
- H. exocellata L Dufour, 1841
- H. fascelina W Mey, 1998
- H. fasciolata L Navas, 1926
- H. fattigi HH Ross, 1941
- H. faurai L Navas, 1925
- H. fenestra PK Lago & SC Harris, 2006
- H. fezana L Navas, 1932
- H. flinti H Malicky & P Chantaramongkol, 2000
- H. flintorum J Olah & KA Johanson, 2008
- H. flynni K Korboot, 1964
- H. fontinalis Zamora-Munoz & Gonzalez, 2002
- H. forcipata Ulmer, 1930
- H. formosae M Iwata, 1928
- H. formosana Ulmer, 1911
- H. franclemonti OS Flint, 1992
- H. frisoni HH Ross, 1938
- H. fryeri Ulmer, 1915
- H. fukienensis F Schmid, 1965
- H. fulvipes (J. Curtis, 1834)
- H. fumata W Tobias, 1972
- H. furcula L Tian & Y Li, 1985
- H. gautamittra F Schmid, 1961
- H. gekilara J Olah & PC Barnard, 2008
- H. gemecika H Malicky, 1981
- H. gemellata W Mey, 1998
- H. gereckei GP Moretti, 1991
- H. germanorum W Mey, 1998
- H. gerostizai W Mey, 1998
- H. gifuana Ulmer, 1907
- H. gkarmai H Malicky, 2007
- H. grahami Banks, 1940
- H. guttata FJ Pictet, 1834
- H. gyantsana J Olah & KA Johanson, 2008
- H. hackeri W Mey, 1998
- H. hadimensis F Sipahiler, 2004
- H. hageni Banks, 1905
- H. hainanensis (Y Li & L Tian, 1990)
- H. halconensis W Mey, 2002
- H. hamifera Ulmer, 1905
- H. harpagofalcata W Mey, 1995
- H. hedini KH Forsslund, 1935
- H. hirta S Jacquemart & B Statzner, 1981
- H. hobbyi Mosely, 1951
- H. hoffmani HH Ross, 1962
- H. homunculus F Schmid, 1965
- H. hreblayi W Mey, 1998
- H. iberomaroccana MA Gonzalez & H Malicky, 1999
- H. igunapali J Olah & PW Schefter, 2008
- H. imitatella W Mey, 2002
- H. impula DG Denning, 1948
- H. incognita T Pitsch, 1993
- H. incommoda HA Hagen, 1861
- H. indica C Betten, 1909
- H. infernalis F Schmid, 1952
- H. initiana W Mey, 1998
- H. injusta Banks, 1938
- H. instabilis (J. Curtis, 1834)
- H. intrica DG Denning, 1965
- H. iokaste H Malicky, 1999
- H. irroratella Ulmer, 1951
- H. isip Arefina, Minakawa & Nozaki, 2004
- H. isolata Banks, 1931
- H. jaechi H Malicky, 2001
- H. januha J Olah & PC Barnard, 2008
- H. javanica Ulmer, 1905
- H. jeanneli Mosely, 1939
- H. jordanensis B Tjeder, 1946
- H. kalliesi W Mey, 1999
- H. kamenga J Olah & PW Schefter, 2008
- H. kangra J Olah & PC Barnard, 2008
- H. katugahakanda F Schmid, 1958
- H. kazdagensis F Sipahiler, 2004
- H. kaznakovi AV Martynov, 1915
- H. kebab H Malicky, 1974
- H. keoda J Olah & KA Johanson, 2008
- H. kepez F Sipahiler, 2004
- H. keralana J Olah & PC Barnard, 2008
- H. khasigiri J Olah & PC Barnard, 2008

- H. kimminsi (K Kumanski, 1979)
- H. kinzelbachi H Malicky, 1980
- H. kiogupa J Olah & PW Schefter, 2008
- H. kirikhan F Sipahiler, 1998
- H. kitutuensis (G Marlier, 1962)
- H. klefbecki B Tjeder, 1946
- H. kleobis H Malicky, 2001
- H. klimai W Mey, 1999
- H. kocaki F Cakin, 1982
- H. kottos H Malicky, 2004
- H. kozhantschikovi AV Martynov, 1924
- H. krassimiri H Malicky, 2001
- H. kreuzbergorum W Mey & R Jung, 1989
- H. lagranja L Botosaneanu, 1999
- H. leonardi HH Ross, 1938
- H. lepnevae L Botosaneanu, 1968
- H. leptocerina L Navas, 1917
- H. lianchiensis (Y Li & L Tian, 1990)
- H. lobata R McLachlan, 1884
- H. lobulata AV Martynov, 1936
- H. lomdom J Olah & KA Johanson, 2008
- H. longifurca DE Kimmins, 1957
- H. longindex L Botosaneanu & Z Moubayed, 1985
- H. longipalpis Banks, 1920
- H. lundaki P Chvojka, 2006
- H. luzonica W Mey, 1990
- H. macleodi OS Flint, 1965
- H. machaon H Malicky, 2001
- H. maderensis HA Hagen, 1865
- H. mahrkusha F Schmid, 1959
- H. malassanka F Schmid, 1958
- H. malformis (Y Li, 1993)
- H. malickyi W Mey, 1998
- H. mangyanica W Mey, 2002
- H. maniemensis G Marlier, 1961
- H. marceus SH Scudder, 1890
- H. marlieri S Jacquemart & B Statzner, 1981
- H. maroccana L Navas, 1936
- H. marqueti L Navas, 1907
- H. martynovi L Botosaneanu, 1968
- H. masula J Olah & KA Johanson, 2008
- H. maura L Navas, 1932
- H. mauritiana R McLachlan, 1871
- H. meyi J Olah & KA Johanson, 2008
- H. mindanensis W Mey, 1998
- H. mindorensis W Mey, 1995
- H. minutanga J Olah & KA Johanson, 2008
- H. mississippiensis OS Flint, 1972
- H. mizora J Olah & PW Schefter, 2008
- H. modesta L Navas, 1925
- H. mokaensis S Jacquemart, 1960
- H. morettii R de Pietro, 1996
- H. morla H Malicky & A Lounaci, 1987
- H. morosa HA Hagen, 1861
- H. moselyi DE Kimmins, 1962
- H. mostarensis F Klapalek, 1898
- H. muelleri W Mey, 1998
- H. mutensis F Sipahiler, 2004
- H. nadire F Sipahiler, 2004
- H. namea J Olah & PC Barnard, 2008
- H. namwa Mosely, 1939
- H. napaea W Mey, 1996
- H. narayana J Olah & KA Johanson, 2008
- H. nasuta Ulmer, 1930
- H. naumanni W Mey, 1998
- H. negrosensis W Mey, 1998
- H. nepalarawa J Olah & KA Johanson, 2008
- H. nervosa F Klapalek, 1899
- H. nevoides H Malicky & P Chantaramongkol, 2000
- H. newae F Kolenati, 1858
- H. nitida (Ulmer, 1912)
- H. noonadanae (H Malicky, 2009)
- H. nuristanica F Schmid, 1963
- H. obscura L Navas, 1928
- H. occidentalis Banks, 1900
- H. occulta (EJ Hare, 1910)
- H. operta (SH Scudder, 1877)
- H. opthalmica OS Flint, 1965
- H. orakaivai (DE Kimmins, 1962)
- H. orbiculata Ulmer, 1911
- H. orduensis F Sipahiler, 1987
- H. orectis W Mey, 1999
- H. orientalis AV Martynov, 1934
- H. ornatula R McLachlan, 1878
- H. orris HH Ross, 1938
- H. oslari Banks, 1905
- H. palawanensis W Mey, 1998
- H. palpalis L Navas, 1936
- H. pallipenne Banks, 1938
- H. papuana (K Kumanski, 1979)
- H. patera GA Schuster & DA Etnier, 1978
- H. pellucidula (J. Curtis, 1834)
- H. penicillata AV Martynov, 1931
- H. perelin H Malicky, 1987
- H. perfuscata W Mey, 1995
- H. peristerica L Botosaneanu & M Marinkovic-Gospodnetic, 1968
- H. perseus H Malicky, 2001
- H. phalerata HA Hagen, 1861
- H. philo HH Ross, 1941
- H. piatrix HH Ross, 1938
- H. pictetorum L Botosaneanu & F Schmid, 1973
- H. placoda HH Ross, 1941
- H. plana KH Forsslund, 1936
- H. plesia L Navas, 1934
- H. pluvialis L Navas, 1932
- H. polyacantha Y Li & L Tian, 1989
- H. potomacensis OS Flint, 1965
- H. poushyamittra F Schmid, 1961
- H. propinqua Ulmer, 1907
- H. protis HH Ross, 1938
- H. pungentis (Y Li, 1993)
- H. punica H Malicky, 1981
- H. pygmalion H Malicky, 2001
- H. pylades H Malicky, 2001
- H. quadrata (Y Li & D Dudgeon, 1990)
- H. rakshakaha J Olah, 1994
- H. reciproca (Walker, 1852)
- H. renschi W Mey, 1999
- H. resmineda H Malicky, 1977
- H. ressli H Malicky, 1974
- H. retronsis Y Li & L Tian, 1996
- H. rhadamanthys H Malicky, 2001
- H. rhomboana AV Martynov, 1909
- H. rizali Banks, 1937
- H. rossi Flint, Voshell & Parker, 1979
- H. rotosa HH Ross, 1947
- H. sabronensis (DE Kimmins, 1962)
- H. sagittata AV Martynov, 1936
- H. saimbeyli F Sipahiler, 2004
- H. sakarawaka F Schmid, 1959
- H. salihli F Sipahiler, 2004
- H. salki W Mey, 1998
- H. sangbung J Olah & KA Johanson, 2008
- H. sappho H Malicky, 1976
- H. saranganica Ulmer, 1951
- H. sarpedon H Malicky, 2001
- H. sattleri W Tobias, 1972
- H. saxonica R McLachlan, 1884
- H. scalaris HA Hagen, 1861
- H. sciligra H Malicky, 1977
- H. scudderi TDA Cockerell, 1909
- H. schintlmeisteri W Mey, 1990
- H. secondaria W Mey, 1998
- H. selysi Ulmer, 1907
- H. semkala J Olay & KA Johanson, 2008
- H. seramensis W Mey, 1998
- H. serpentina F Schmid, 1965
- H. setensis M Iwata, 1927
- H. shillonga J Olah & PC Barnard, 2008
- H. shizongensis (F Gui & L Yang, 1999)
- H. sikkimensis W Mey, 1996
- H. silfvenii Ulmer, 1906
- H. siltalai W Doehler, 1963
- H. simulans HH Ross, 1938
- H. simulata Mosely, 1942
- H. sinopensis F Sipahiler, 2004
- H. sinuata L Botosaneanu & M Marinkovic-Gospodnetic, 1968
- H. sirimauna W Mey, 1998
- H. slossonae Banks, 1905
- H. smetanini (AP Nimmo, 1995)
- H. smiljae M Marinkovic-Gospodnetic, 1979
- H. soinha J Olah & KA Johanson, 2008
- H. sparna HH Ross, 1938
- H. speciophila W Mey, 1981
- H. spinata M Kobayashi, 1987
- H. spiritoi GP Moretti, 1991
- H. staphylostirpis W Mey, 1998
- H. stimulans R McLachlan, 1878
- H. striata (DE Kimmins, 1962)
- H. striolata L Navas, 1934
- H. subalpina L Botosaneanu & J Giucelli, 2004
- H. sulana W Mey, 1998
- H. sultanensis F Sipahiler, 2007
- H. supersonica H Malicky, 1981
- H. suppleta W Mey, 1998
- H. tabacarui L Botosaneanu, 1960
- H. tabulifera F Schmid, 1963
- H. taiwanensis W Mey, 1998
- H. talautensis W Mey, 1999
- H. tana HH Ross, 1938
- H. tanua J Olah & PC Barnard, 2008
- H. tanung Olah & Johanson, 2008
- H. tapena DE Kimmins, 1957
- H. tenuis L Navas, 1932
- H. teruela H Malicky, 1980
- H. testacea (L Navas, 1933)
- H. tetrachotoma (Y Li & L Tian, 1990)
- H. theman H Malicky & P Chantaramongkol, 2009
- H. theodoriana L Botosaneanu, 1974
- H. tibetana F Schmid, 1965
- H. tibilais R McLachlan, 1884
- H. tigrata H Malicky, 1974
- H. toschiae DG Denning, 1965
- H. trifora (Y Li & L Tian, 1990)
- H. trimonticola W Mey, 1996
- H. tritiyaha J Olah & PC Barnard, 2008
- H. tubulosa (Y Li & L Tian, 1990)
- H. ulmeri (AV Martynov, 1935)
- H. ungulata (Ulmer, 1906)
- H. unitaria W Mey, 1990
- H. urgorrii MA Gonzalez & H Malicky, 1980
- H. uvana W Mey, 1995
- H. valanis HH Ross, 1938
- H. valkanovi K Kumanski, 1974
- H. valvata AV Martynov, 1927
- H. vanaca DG Denning, 1965
- H. vasuomittra F Schmid, 1961
- H. venada HH Ross, 1941
- H. ventura HH Ross, 1941
- H. venularis Banks, 1914
- H. vespertina OS Flint, 1967
- H. vexa HH Ross, 1938
- H. vialigni W Mey, 1998
- H. viduata Ulmer, 1912
- H. vietnamensis W Mey, 1995
- H. villica W Mey, 1990
- H. volitans L Navas, 1924
- H. vulpina L Navas, 1934
- H. wadimusae H Malicky, 2001
- H. walkeri C Betten & Mosely, 1940
- H. waltoni AV Martynov, 1930
- H. wamba Mosely, 1939
- H. winema DG Denning, 1965
- H. wittei G Marlier, 1943
- H. xenga J Olah & KA Johanson, 2008
- H. yaeyamensis (K Tanida, 1986)
- H. yahfufah H Malicky, 2001
- H. yathetima J Olah & PW Schefter, 2008
- H. yenisar F Sipahiler, 2004
- H. yukaritepe F Sipahiler, 2004